# وانهالا (کالیفرنیا)
وانهالا (به انگلیسی: Wanhala) یک منطقهٔ مسکونی در ایالات متحده آمریکا است که در شهرستان مندوسینو، کالیفرنیا واقع شده‌است. وانهالا ۱۶۱ متر بالاتر از سطح دریا واقع شده‌است.